# Rocques
Rocques é uma comuna francesa na região administrativa da Normandia, no departamento Calvados. Estende-se por uma área de 6,11 km². Em 2010 a comuna tinha 300 habitantes (densidade: 49,1 hab./km²).